# 山下医科器械
山下医科器械株式会社（やましたいかきかい 英: YAMASHITA MEDICAL INSTRUMENTS CO.,LTD.）は、長崎県佐世保市に本店所在地を置く、医療機器商社である。
持株会社のヤマシタヘルスケアホールディングス株式会社（英: YAMASHITA HEALTH CARE HOLDINGS,INC.）が東京証券取引所第一部に上場している。

## 沿革
- 1926年（大正15年）8月 - 山下忠次郎が山下医療器械店として佐世保に創業
- 1950年（昭和25年）4月 - 株式会社山下医療器械店設立
- 1960年（昭和35年）9月 - 山下医科器械株式会社と社名変更
- 1961年（昭和36年）1月 - 長崎支店（長崎市）を開設
- 1968年（昭和43年）10月 - 島原営業所（長崎県島原市）を開設
- 1972年（昭和47年）1月 - 代表取締役に山下登就任
- 1973年（昭和48年）9月 - 佐賀営業所（佐賀県佐賀市）を開設
- 1975年（昭和50年）1月 - 大村営業所（長崎県大村市）を開設
- 1978年（昭和53年）4月 - 福岡営業所（福岡県福岡市博多区）を開設
- 1980年（昭和55年）9月 - 久留米営業所（福岡県久留米市）を開設
- 1981年（昭和56年）11月 - 北九州営業所（福岡県北九州市小倉南区）を開設
- 1986年（昭和61年）4月 - 五島営業所（長崎県五島市【旧・福江市武家屋敷】）を開設
- 1987年（昭和62年）8月 - 唐津営業所（佐賀県唐津市）を開設
- 1988年（昭和63年）8月 - 佐世保市卸団地に流通センターを開設
- 1989年（平成元年）10月 - 熊本営業所（熊本市）を開設
- 1990年（平成2年）8月 - 諫早営業所（長崎県諫早市）を開設
- 1990年（平成2年）9月 - 大牟田営業所（福岡県大牟田市）を開設
- 1991年（平成3年）5月 - 長崎支店、福岡営業所を支社に変更
- 1994年（平成6年）4月 - 筑豊営業所（福岡県飯塚市）を開設
- 1995年（平成7年）11月 - 医療環境センター（福岡県福岡市博多区半道橋）を開設
- 1997年（平成9年）6月 - 代表取締役に山下尚登就任
- 1999年（平成11年）5月 - 流通センターから物流センターへ移行
- 1999年（平成11年）8月 - 八代営業所（熊本県八代市）を開設
- 2000年（平成12年）4月 - 大分営業所（大分県大分市）を開設
- 2001年（平成13年）2月 - トータルメディカルサポートセンターを開設
- 2001年（平成13年）5月 - 宮崎営業所（宮崎県宮崎市）、鹿児島営業所（鹿児島県鹿児島市）、鳥栖営業所（佐賀県鳥栖市）を開設
- 2002年（平成14年）6月 - 株式会社アトル・エムアイを合併
- 2003年（平成15年）2月 - 都城営業所（宮崎県都城市）を開設
- 2003年（平成15年）11月 - 対馬営業所（長崎県対馬市）を開設
- 2003年（平成15年）12月 - TMSセンターに多機能ショールーム開設
- 2004年（平成16年）5月 - 佐世保営業所、佐賀営業所を支社に変更
- 2004年（平成16年）5月 - 資本金1億8,080万円に増資
- 2004年（平成16年）6月 - 久留米営業所、鳥栖営業所を統合してTMS支社を開設
- 2004年（平成16年）6月 - 武雄営業所（佐賀県武雄市）、天草連絡所（熊本県天草市）、中津連絡所（大分県中津市）を開設
- 2004年（平成16年）10月 - 大村営業所、諫早営業所を統合して長崎中央営業所を開設
- 2005年（平成17年）5月 - 熊本営業所、大分営業所を支社に変更
- 2005年（平成17年）5月 - 福岡本社を開設
- 2005年（平成17年）6月 - 福岡西連絡所を開設
- 2006年（平成18年）2月 - 東京証券取引所市場第二部上場
- 2006年（平成18年） - 北九州営業所を支社に変更
- 2006年（平成18年）7月 - 代表取締役会長に山下尚登代表取締役、社長に山下耕一就任
- 2007年（平成19年）5月 - 広島営業所開設。東京証券取引所市場第一部指定承認
- 2008年（平成20年）7月 - 代表取締役社長に山下尚登就任。
- 2009年（平成21年）6月 - 広島県福山市に東手城ヘルスケアモールを開設。福岡西連絡所、八代連絡所を営業所に変更
- 2010年（平成22年）4月 - 佐賀県鳥栖市にSPDセンターを開設
- 2012年（平成24年）6月 - 鹿児島県奄美市に奄美連絡所を開設。鹿児島営業所を支社に変更
- 2013年（平成25年）7月 - 福岡県福岡市に福岡SPDセンターを開設。旧SPDセンターを鳥栖SPDセンターに改称
- 2015年（平成27年）7月 - パナソニック ヘルスケア株式会社と共同出資を行い、福岡市に合弁会社パナソニックメディコム九州株式会社を設立
- 2015年（平成27年）8月 - 監査等委員会設置会社に移行
- 2017年（平成29年）9月 - パナソニックメディコム九州株式会社の保有全株式をパナソニック ヘルスケアに譲渡し、合弁を解消。
- 2017年（平成29年）12月 - 単独株式移転により、持株会社のヤマシタヘルスケアホールディングス株式会社を設立。同社が山下医科器械株式会社に代わり東京証券取引所市場第一部に上場。